# Станислав Шумков
Станислав Иванов Шумков (на английски: Stanislav John Shoomkoff) е български общественик, учен, журналист и писател от Македония, деец на българската емиграция в Северна Америка.

## Биография
Станислав Шумков е роден в 1867 година в град Солун, тогава в Османската империя. Негов баща е видният български революционер и писател Иван Шумков, а брат на Станислав е Спас Шумков. Емигрира в САЩ и завършва история и философия в Пенсилванския университет. Защитава докторска дисертация на тема „Българско възраждане“ и чете лекции в множество американски университети относно положението на българите в Македония.
В 1899 година Шумков е представител на първото регистрирано емигрантско българско дружество „Васил Левски“ на Шестия македонски конгрес от 1 до 5 май. Конгресът упълномощава Шумков да представлява Върховния комитет в Америка. По-късно Шумков се оттегля от дейността на Върховния комитет, поради личен конфликт с Константин Стефанов, когото намира за гъркофил. По-късно Шумков пише в своя вестник „Македония“ (1907 – 1910): „Не се изискваше голяма прозорливост, за да се забележи, че Върховният комитет нямаше привърженици в Америка.“
В 1901 година Шумков се установява в България и става търговски представител на вършачки във Варна. Там се жени за дъщерята на емигранти от Одеса Амалия Розенберг, с която по-късно заминават отново за Америка. През април 1901 година е делегат от Варненското македоно-одринско дружество на Осмия македоно-одрински конгрес.
В САЩ Станислав Шумков започва да редактира вестник „Македония“ (1907 – 1910) в Гранит Сити. Издава специален информационен вестник на английски език „Маседониън Хералд“. Публикува множество качествени материали и поддържа поредицата „Българите в Америка и македонското дело“. Шумков се среща със серия американски политици, включително с американския президент Теодор Рузвелт и държавния му секретар Джон Хей, и печата множество статии за положението на българите в Македония.
В 1909 година Шумков издава емигрантско списание „Нов свят“ в Гранит Сити. След това се завръща в Османската империя и се занимава с публицистика. Кореспондент е на „Дейли Телеграф“ в Солун. Около края на 1909 година Шумков заминава за Битоля. Умира в 1919 година.